# 表 (文體)
表，東亞古代文體中奏疏文的一種，即臣下給皇帝的上書；常含有陳述感情和请求的意思。一些傳統宗教儀式也有獻給神明的表。
獻上表的儀式，稱為上表。

## 名篇
- 諸葛亮《出師表》
- 李密《陳情表》
- 韩愈《论佛骨表》
- 曹植《求自试表》